# Príncipe de Iturbide
Príncipe de Iturbide fue el título creado el 22 de junio de 1822 por el Congreso Constituyente del Imperio para otorgársele a Nicolasa de Iturbide, hermana mayor del emperador Agustín I de México. Durante el reinado del emperador Maximiliano I de México, el título se recuperó y se volvió a crear para una de las hijas y los dos nietos del emperador Agustín de Iturbide.

## Decreto I
El Soberano Congreso Mexicano Constituyente decretó el 22 de junio de 1822 lo siguiente:

- Art 1°. La Monarquía Mexicana, además de ser moderada y Constitucional, también es hereditaria.
- Art 2°. De consiguiente, la Nación llama a la sucesión de la Corona por muerte del actual Emperador, a su hijo primogénito el señor Don Agustín Jerónimo de Iturbide y Huarte. La Constitución del Imperio fijará el orden de suceder del trono.
- Art 3°. El Príncipe heredero se denominará «Príncipe Imperial» y tendrá el tratamiento de Alteza Imperial.
- Art 4°. A los hijos e hijas legítimos de S.M.I se llamarán «Príncipes Mexicanos», y tendrán el tratamiento de Alteza.
- Art 5°. Al señor Don José Joaquín de Iturbide y Arreguí, Padre de S.M.I, se le condecora con el título de «Príncipe de la Unión» y el tratamiento de Alteza, durante su vida.
- Art 6°. Igualmente se le concede el título de «Princesa de Iturbide» y el tratamiento de Alteza, durante su vida, a la señora Doña María Nicolasa de Iturbide y Arámburo, hermana del Emperador.

## Decreto II
El emperador Maximiliano de Habsburgo decretó el 16 de septiembre de 1865 lo siguiente:

- Art 1°. Se concede el título vitalicio de «Príncipes de Iturbide» a Don Agustín y Don Salvador, nietos del Emperador Agustín de Iturbide, así como también a su hija Doña Josefa de Iturbide.
- Art 2°. Los Príncipes mencionados en el artículo anterior, tendrán el tratamiento de Alteza, y tomarán rango después de la familia reinante.
- Art 3°. Este título no es hereditario, y en el evento de que los mencionados príncipes tuvieran sucesión legítima, el Emperador reinante o la Regencia se reservarán la facultad de conceder el expresado título, en cada caso, a aquel o aquellos de sus sucesores que estimaren convenientes.
- Art 4°. En virtud de los arreglos celebrados con los miembros de la familia Iturbide, el Emperador toma desde hoy a su cargo la tutela y curatela de los mencionados príncipes Agustín y Salvador de Iturbide, nombrando co-tutora a la Princesa Josefa de Iturbide.
- Art 5°. El escudo de armas que usarán los mencionados Príncipes, será el antiguo de su familia, con manto y corona de Príncipe, y teniendo por soporte a los dos lobos rampantes del mismo escudo de su familia, concediéndoles por gracia especial el uso del Escudo Nacional en el centro del mencionado blasón, según el diseño que se acompaña.
- Art 6°. Los príncipes de Iturbide tendrán derecho de usar la escarapela nacional sin flama, y el botón con su corona de Príncipe.

## Lista de príncipes de Iturbide
| Imagen                                                                                      | Escudo | Nombre                                         | Notas |
| ------------------------------------------------------------------------------------------- | ------ | ---------------------------------------------- | --- |
| Concedido por el Congreso Constituyente de 1822                                             |        |                                                | |
|                                                                                             |        | María Nicolasa de Iturbide y Aramburu          | 15 de septiembre de 1774-4 de febrero de 1840, soltera y sin descendencia.                                       |
| Concedido por el emperador Maximiliano I de México por decreto del 15 de septiembre de 1865 |        |                                                | |
|                                                                                             |        | Josefa de Iturbide y Huarte, princesa mexicana | 22 de diciembre de 1814-5 de diciembre de 1891, gran cruz de la Orden de San Carlos, soltera y sin descendencia. |
|                                                                                             |        | Agustín de Iturbide y Green                    | 2 de abril de 1863-3 de marzo de 1925, se casó dos veces, sin descendencia.                                      |
|                                                                                             |        | Salvador de Iturbide y Marzán                  | 18 de septiembre de 1849-26 de febrero de 1895, casado y con descendencia.                                       |